# صموئيل هادن هاربر
صموئيل هادن هاربر (بالإنجليزية: Samuel Hadden Harper)‏ هو محامي وقاضي أمريكي، ولد في 1783، وتوفي في 19 يوليو 1837.